# 訃報 2017年12月
訃報 2017年12月（ふほう 2017ねん12がつ）では、2017年12月に物故した、又は物故が報じられた人物についてまとめる。

## (1日 - 15日)

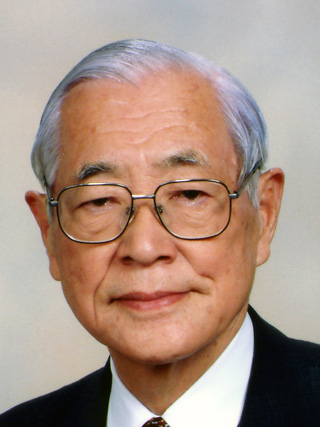
松尾浩也／12月1日没

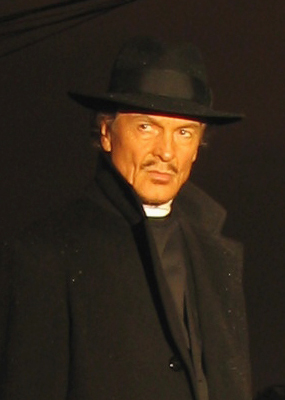
ウリ・ロンメル／12月2日没

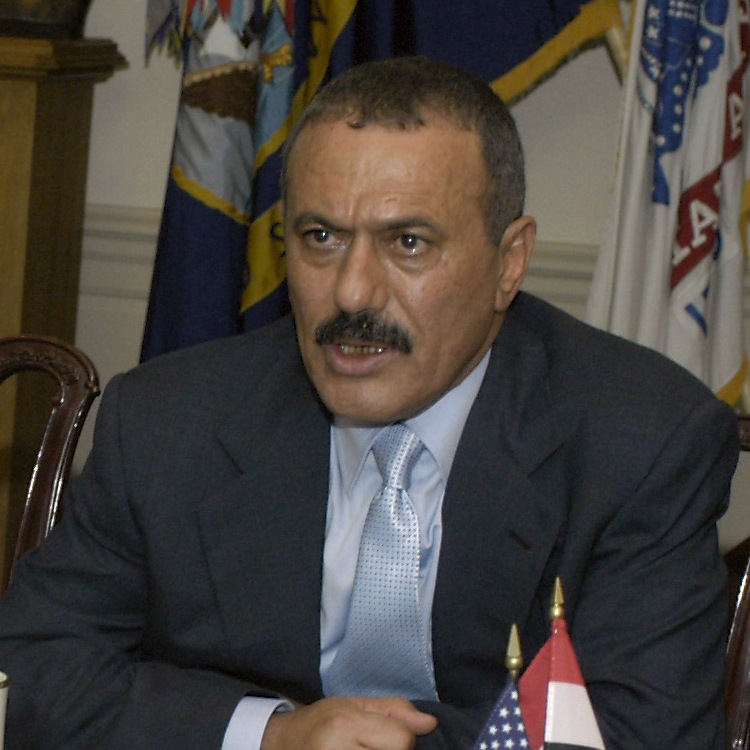
アリー・アブドッラー・サーレハ／12月4日没

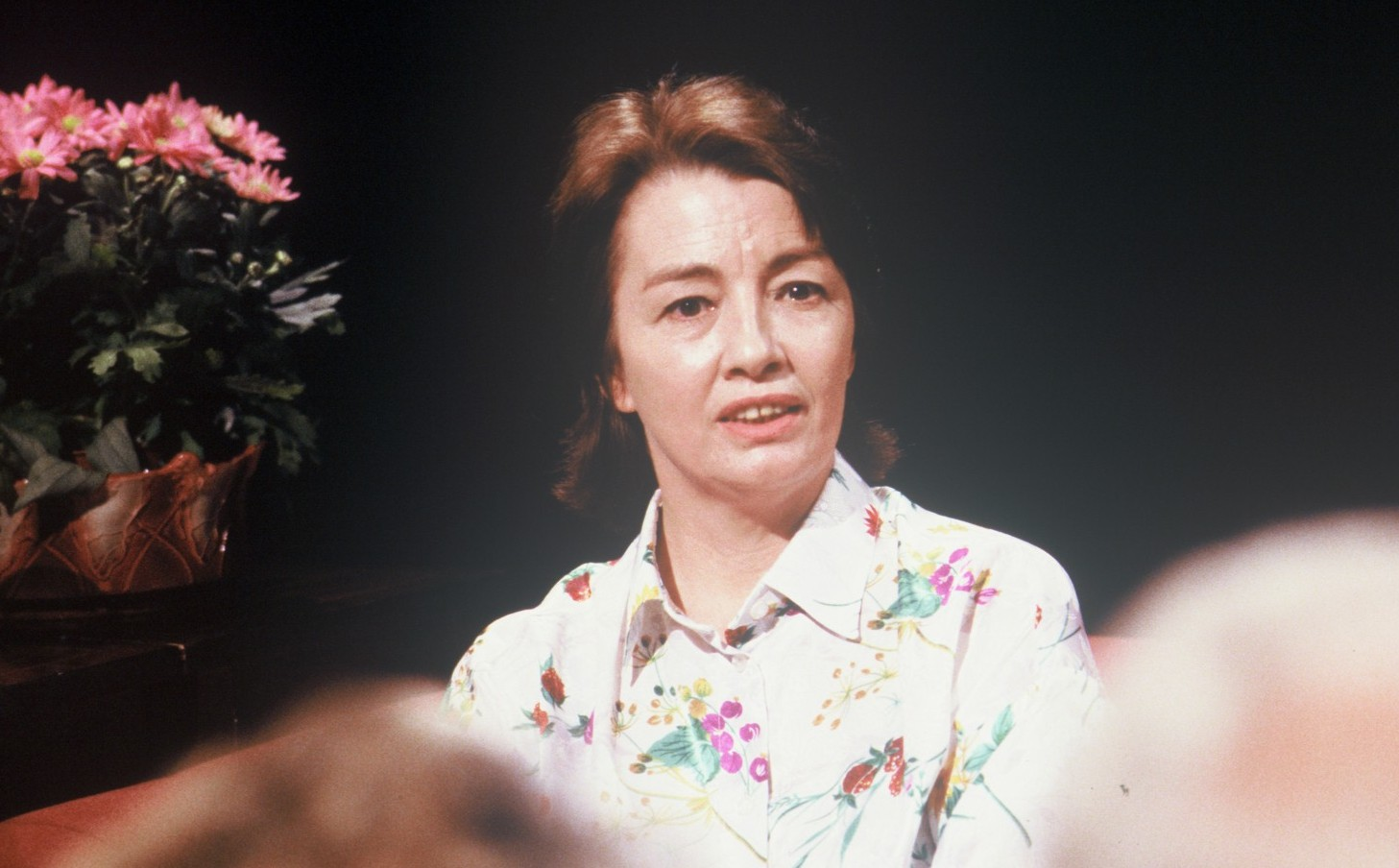
クリスティーン・キーラー／12月4日没

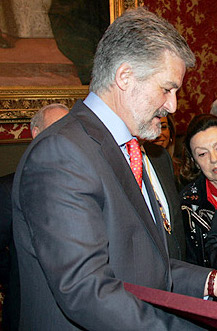
マヌエル・マリン／12月4日没

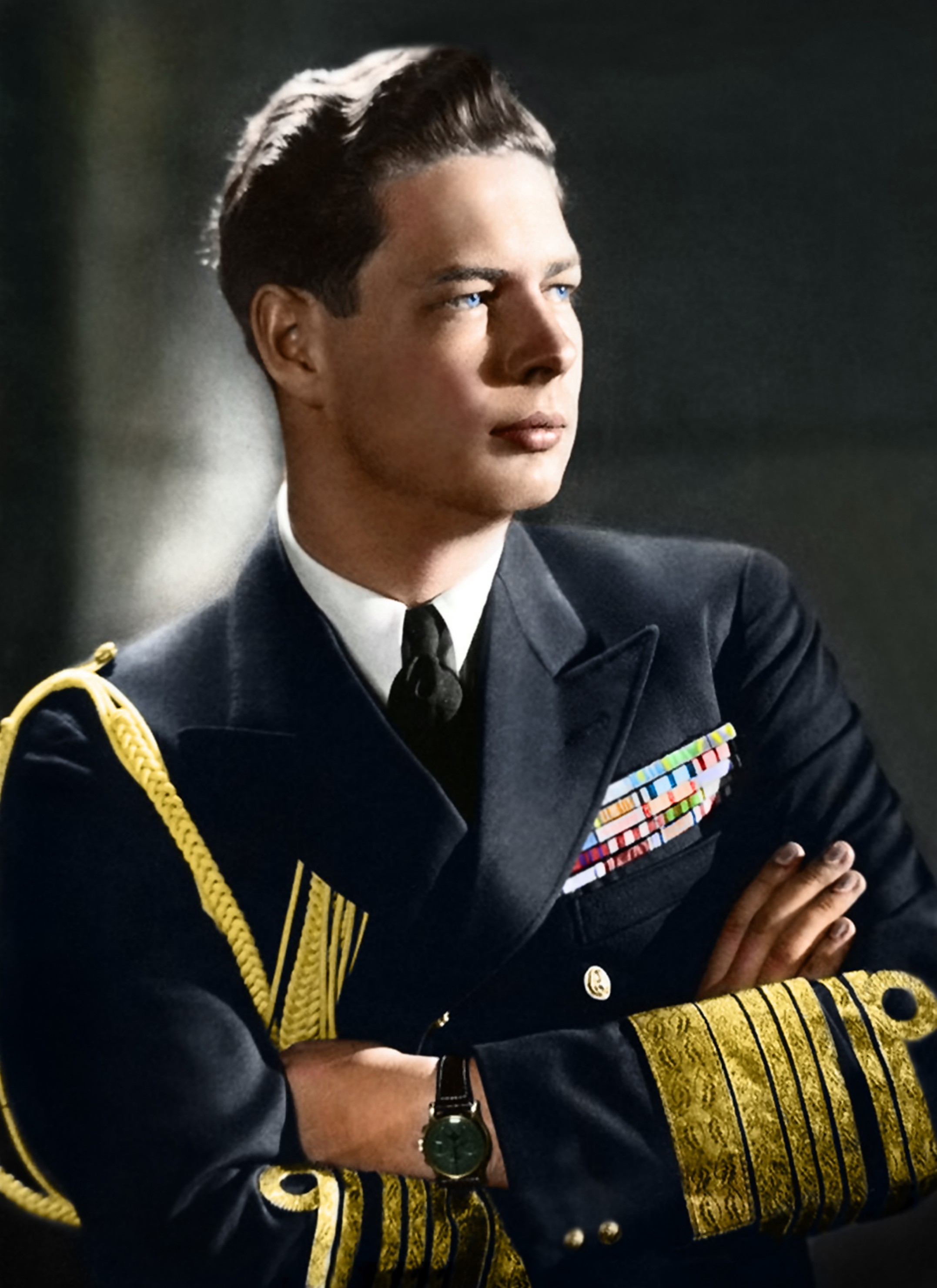
ミハイ1世／12月5日没

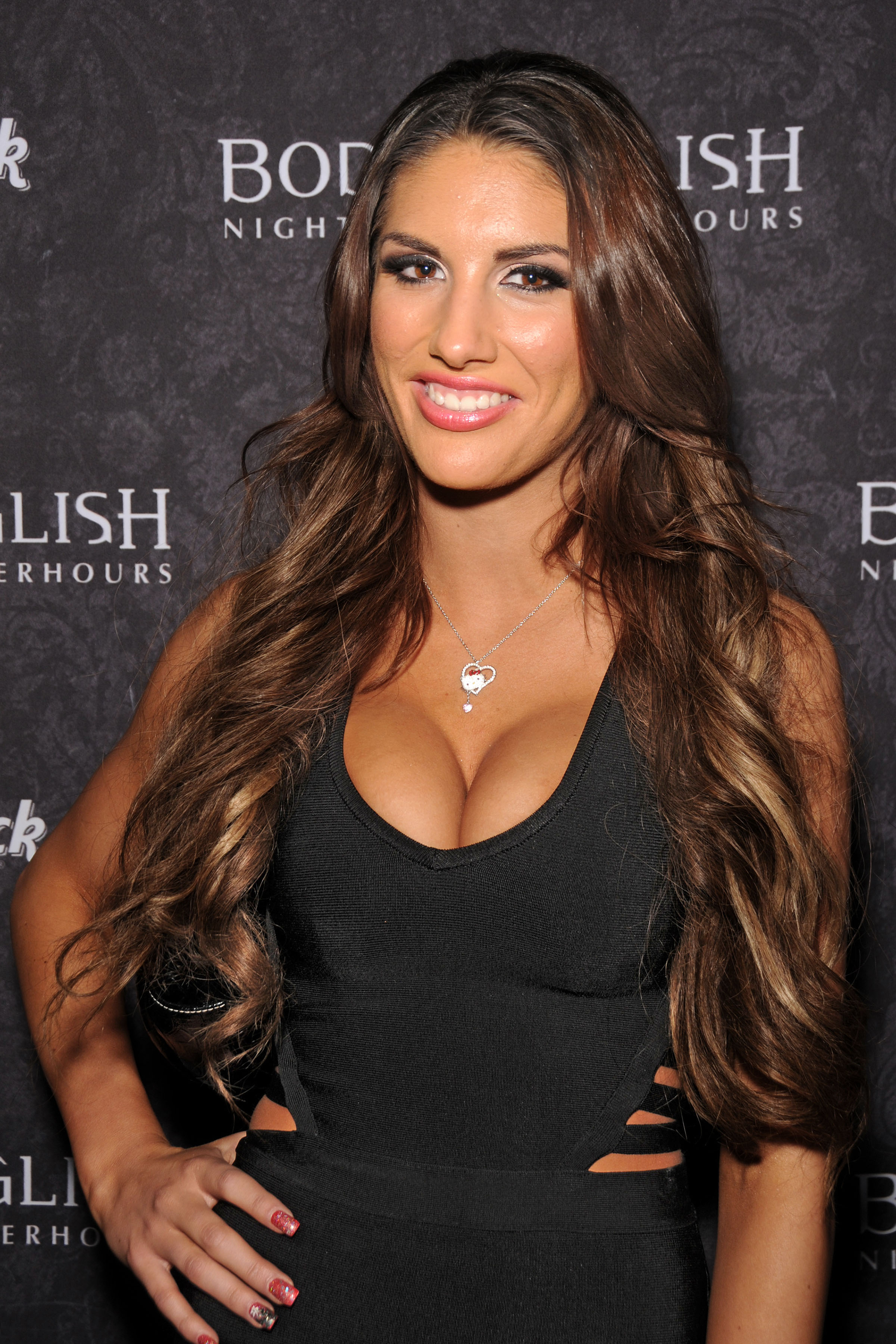
オーガスト・エイムズ／12月5日没

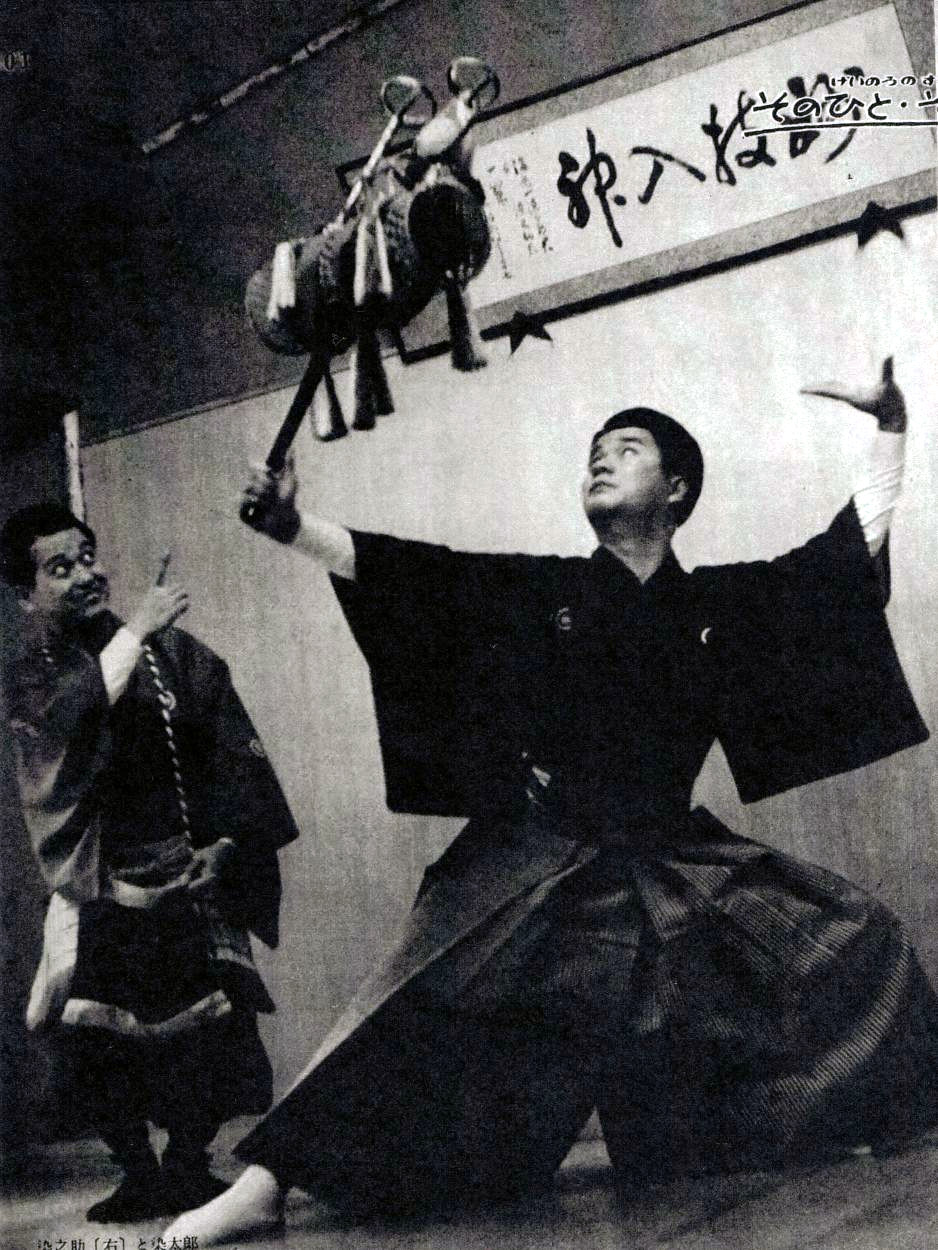
海老一染之助（画像右）／12月6日没

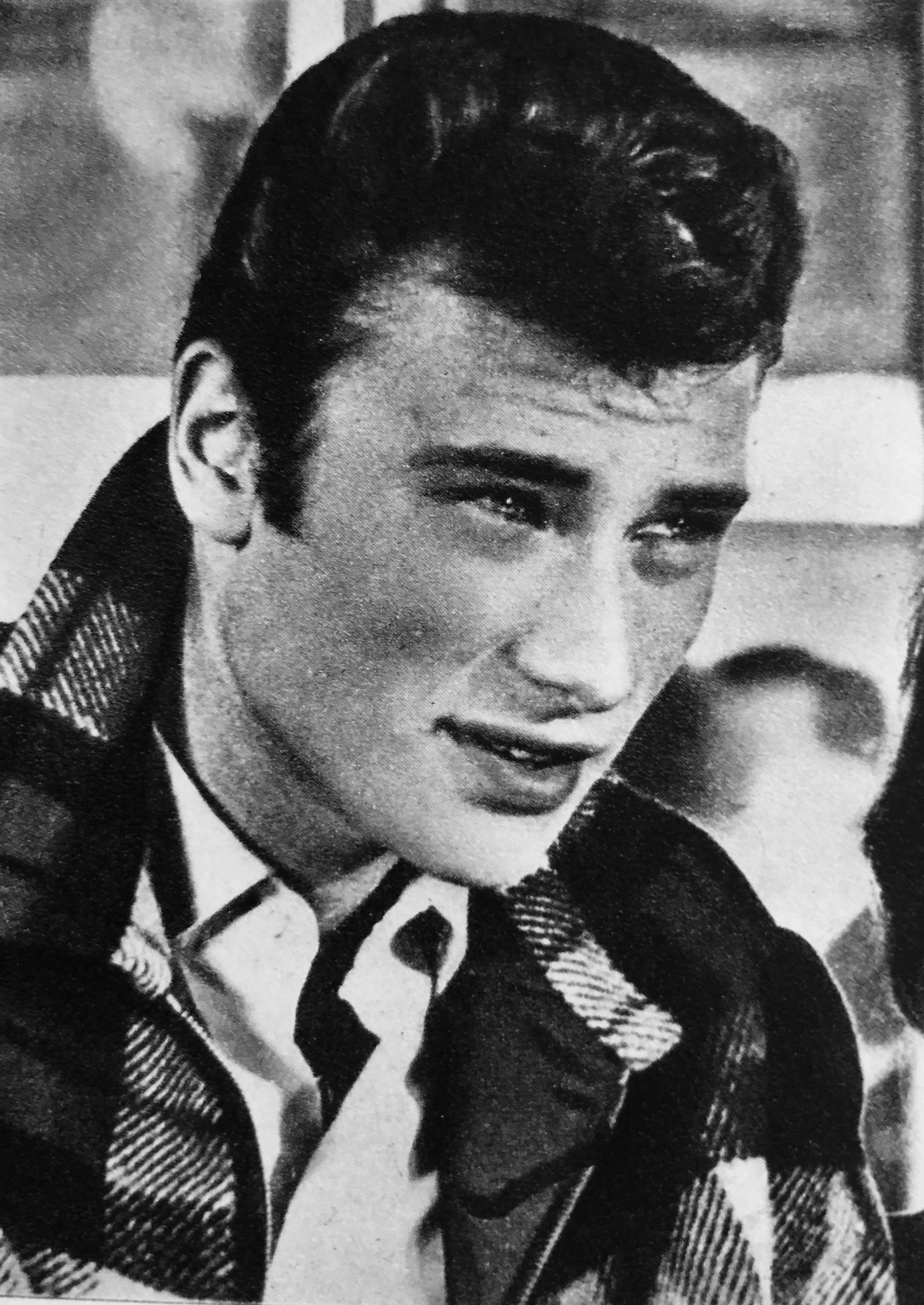
ジョニー・アリディ／12月6日没

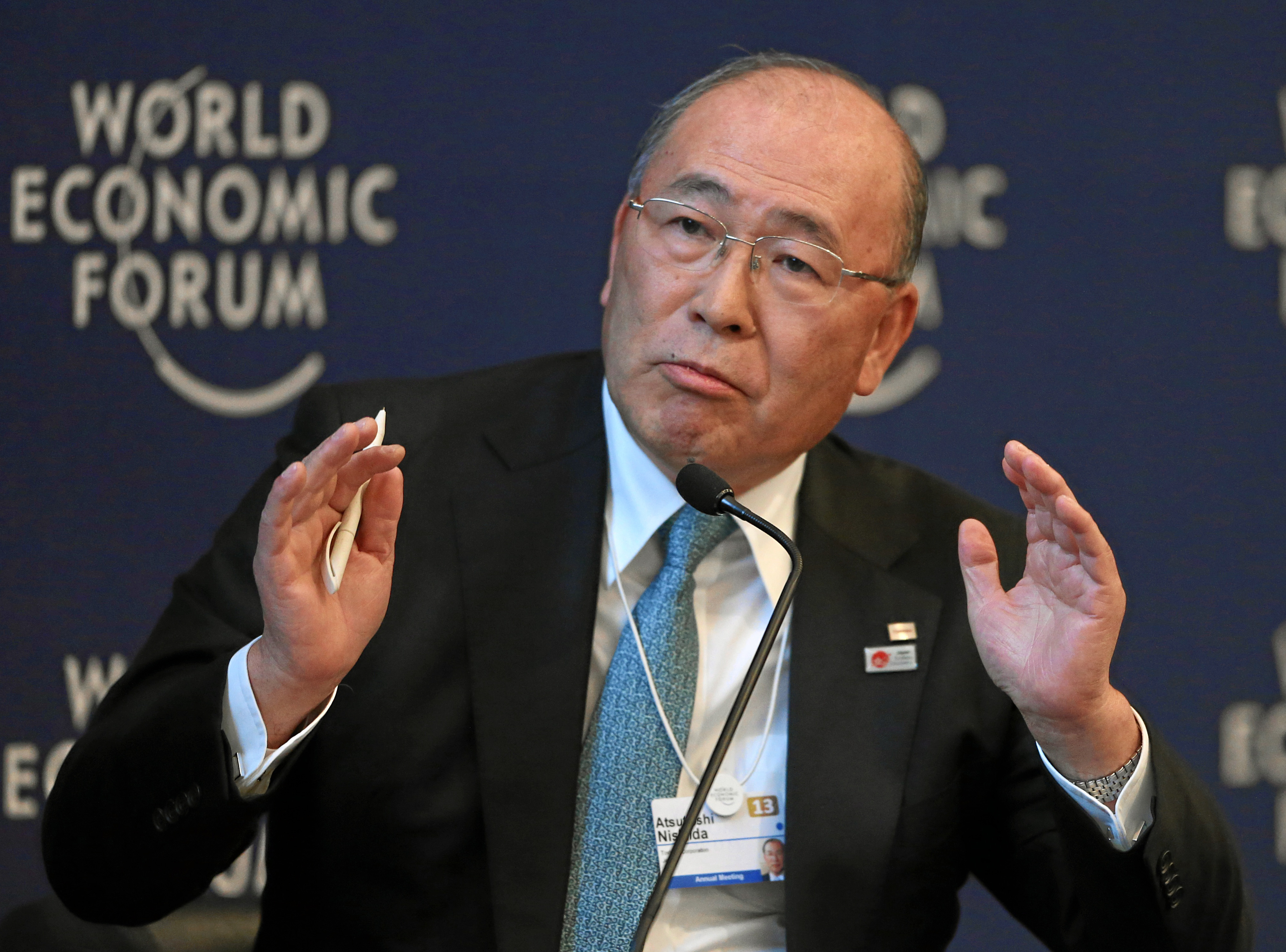
西田厚聰／12月8日没

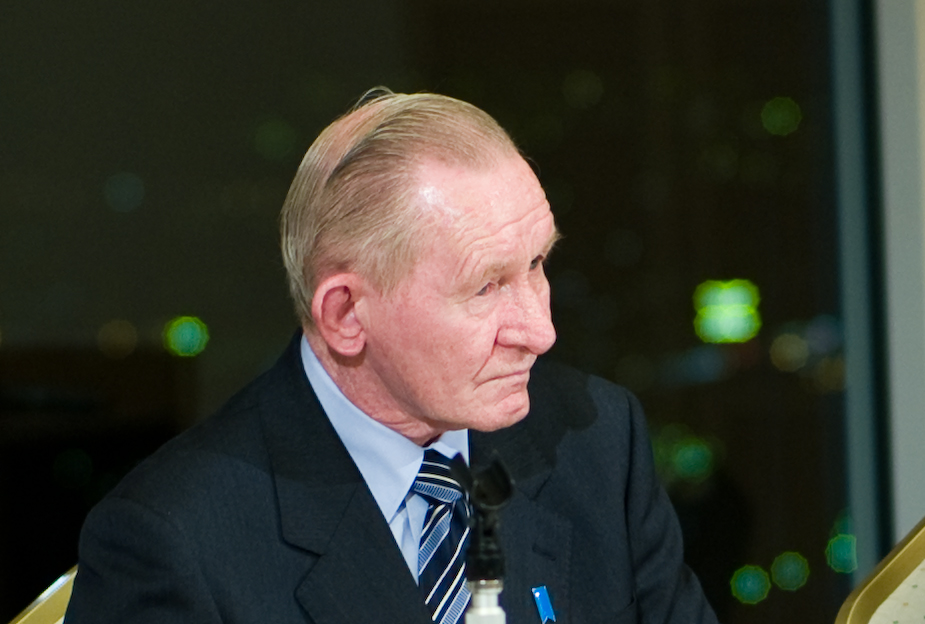
チャールズ・ジェンキンス／12月11日没

エドウィン・リー／12月12日没

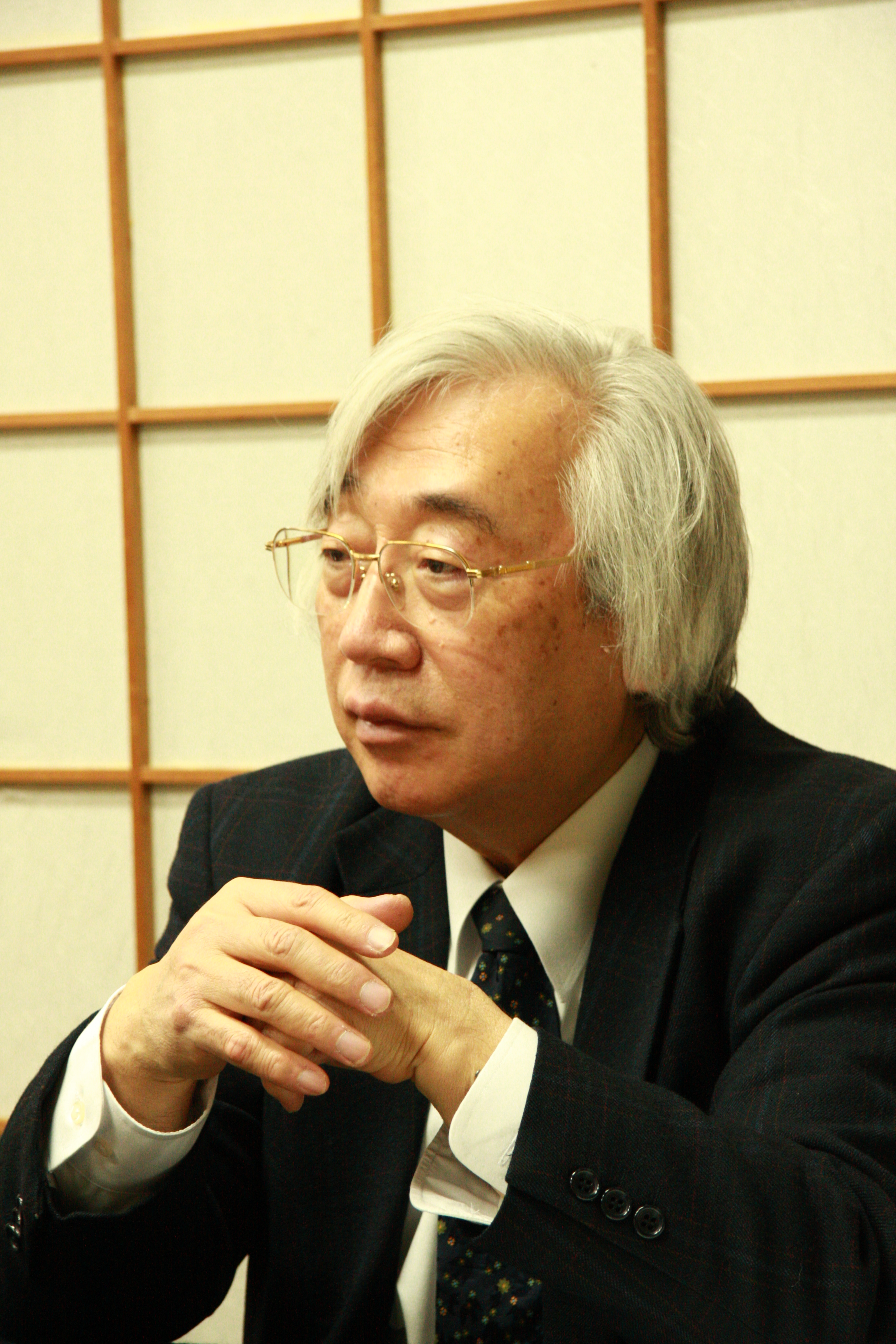
森本龍石／12月13日没

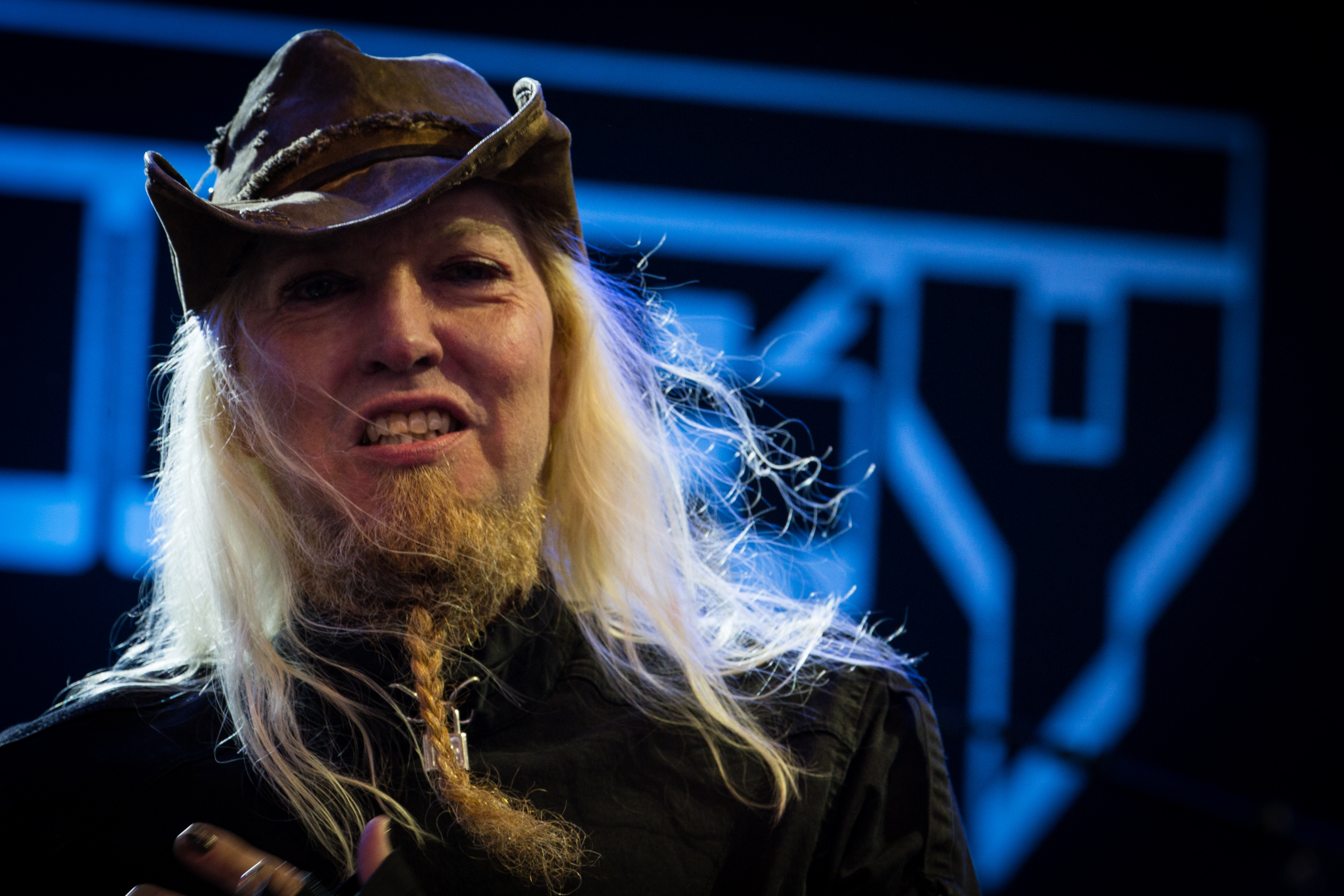
ウォーレル・デイン／12月13日没

- 12月1日 - 松尾浩也、日本の法学者、東京大学名誉教授、元法務省特別顧問（* 1928年）[1]
- 12月1日 - 松木正忠、日本の体育学者、群馬大学名誉教授、元群馬県サッカー協会会長（* 1929年?）[2]
- 12月1日 - エンリコ・カステラーニ（英語版）、イタリアの画家（* 1930年）[3]
- 12月1日 - 渡部一郎、日本の政治家、元公明党衆議院議員（* 1931年）[4]
- 12月1日 - 井筒雄三、日本の実業家、元日本電気硝子社長（* 1944年）[5]
- 12月1日 - フレディ・シュミットケ 、ドイツ（旧西ドイツ・ケルン＝ヴォリンゲン出身）の元自転車競技選手（* 1961年）[6]
- 12月1日 - 観世元伯、日本の能楽師、能楽観世流囃子方太鼓方（* 1966年）[7]
- 12月2日 - ウリ・ロンメル、ドイツの俳優・映画監督（* 1944年）[8]
- 12月2日 - はしだのりひこ、日本のフォークソング歌手・作曲家、元ザ・フォーク・クルセダーズメンバー（* 1945年）[9]
- 12月2日 - 高木誠一、日本の実業家、元アンデルセン・パン生活文化研究所社長（* 1948年）[10]
- 12月3日 - ジョン・B・アンダーソン（英語版）、アメリカ合衆国の政治家、元下院議員（* 1922年）[11]
- 12月4日 - ジェイク・コンセプション、フィリピン出身のサクソフォーン奏者（* 1936年）[12]
- 12月4日 - 阿部徳次、日本の実業家、ミート・コンパニオン創業者（* 1940年?）[13]
- 12月4日 - アリー・アブドッラー・サーレハ、イエメンの政治家、北イエメン、イエメンの元大統領（* 1942年）[14]
- 12月4日 - クリスティーン・キーラー、イギリスのヌードモデル、売春婦（* 1942年）[15]
- 12月4日 - マヌエル・マリン、スペインの政治家、元代議院議長、欧州委員会委員長代行（* 1949年）[16]
- 12月5日 - 雲井昭善、日本の僧侶、仏教学者、大谷大学名誉教授（* 1915年）[17]
- 12月5日 - ミハイ1世、ルーマニア王国元国王（* 1921年）[18]
- 12月5日 - ジャン・ドルメッソン（フランス語版）、フランスの作家、ジャーナリスト、哲学者（* 1925年）[19]
- 12月5日 - オーガスト・エイムズ、カナダのポルノ女優（* 1994年）[20]
- 12月6日 - 辰濃和男、日本のジャーナリスト、元朝日新聞論説委員（* 1930年）[21]
- 12月6日 - 海老一染之助、日本の太神楽曲芸師、兄弟コンビ海老一染之助・染太郎の弟（* 1934年）[22]
- 12月6日 - 板井れんたろう、日本の漫画家（* 1936年）[23]
- 12月6日 - ジョニー・アリディ、フランス・パリ出身の歌手、俳優（* 1943年）[24]
- 12月7日 - 丸浜江里子、日本の教育者、歴史研究者（* 1951年）[25]
- 12月7日 - クリストゥス（フィンランド語版）（本名:ユッカ・ミッコネン）、フィンランドのギタリスト、元ネガティヴメンバー（* 1978年）[26]
- 12月8日 - 野村沙知代、日本のタレント、元プロ野球監督野村克也の妻（* 1932年）[27]
- 12月8日 - 市川雄一、日本の政治家、元衆議院議員【公明党・新進党・新党平和所属】（* 1935年）[28]
- 12月8日 - 山口昌紀、日本の実業家、近畿日本鉄道（現・近鉄グループホールディングス）元会長、社長（* 1936年）[29]
- 12月8日 - 西田厚聰、日本の実業家、元東芝社長（* 1943年）[30]
- 12月9日 - 中島平太郎、日本の技術者、元日本オーディオ協会会長、アイワ社長（* 1921年）[31]
- 12月9日 - 安嶋弥、日本の文部官僚、歌人、教育学者、第3代文化庁長官、元宮内庁東宮大夫（* 1922年）[32]
- 12月9日 - 小田村四郎、日本の元大蔵官僚、明成社社長、拓殖大学第16代総長、元行政管理事務次官（* 1923年）[33]
- 12月9日 - 川越守、日本の指揮者、編曲家、北海道大学交響楽団桂冠指揮者（* 1932年）[34]
- 12月9日 - 久本浩一郎、日本の実業家、元不二製油社長（* 1933年?）[35]
- 12月9日 - ベンジャミン・マッシング（フランス語版）、カメルーンのサッカー選手、元同国代表（* 1962年）[36]
- 12月10日 - 加地正郎、日本の医師、医学者、久留米大学名誉教授（* 1924年）[37]
- 12月10日 - ブルース・ブラウン（英語版）、アメリカ合衆国のドキュメンタリー映画監督（* 1937年）[38]
- 12月10日 - 白石裕、日本の囲碁棋士（* 1941年）[39]
- 12月11日 - 堀口治五右衛門、日本の政治家、元岩手県議会議長（* 1923年）[40]
- 12月11日 - チャールズ・ジェンキンス、アメリカ合衆国の元軍人、北朝鮮による拉致被害者である曽我ひとみの夫（* 1940年）[41]
- 12月11日 - 下村宏彰、日本の数学者、福井大学名誉教授（* 1944年）[42]
- 12月11日 - 宮前省三、日本の実業家、青山商事会長（* 1945年）[43]
- 12月12日 - 原田茂生、日本のバリトン歌手、東京芸術大学名誉教授（* 1932年）[44]
- 12月12日 - エドウィン・リー、アメリカ合衆国の政治家、弁護士、サンフランシスコ市長（* 1952年）[45]
- 12月13日 - 杉田博明、日本の作家、元京都新聞編集委員（* 1935年）[46]
- 12月13日 - 森本龍石、日本の書道家（* 1940年）[47]
- 12月13日 - ダン・ジョンソン（英語版）、アメリカ合衆国の政治家、ケンタッキー州議会議員（* 1960年）[48]
- 12月13日 - ウォーレル・デイン、アメリカ合衆国のミュージシャン、サンクチュアリ、ネヴァーモアボーカル（* 1961年）[49]
- 12月14日 - 大木民夫、日本の声優、俳優（* 1928年）[50]
- 12月14日 - 石岡錬一郎、日本の政治家、前秋田県藤里町長（* 1939年）[51]
- 12月15日 - アナ・ベラ＝ルビオ、スペインのスーパーセンテナリアン、スペインの長寿記録保持者（* 1901年）[52]
- 12月15日 - 茂登山長市郎、日本の実業家、サンモトヤマ会長（* 1921年）[53]
- 12月15日 - 大羽義市、日本の政治家、元愛知県赤羽根町長（* 1934年?）[54]
- 12月15日（遺体発見日） - バリー・シャーマン（英語版）、カナダの実業家、慈善家、アポテックス（英語版）創業者（* 1942年）[55][56][57]
- 12月15日 - 島田満、日本の脚本家（* 1959年）[58]

## (16日 - 31日)

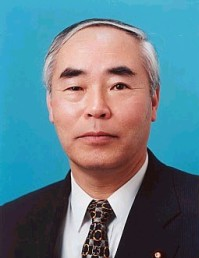
奥山茂彦／12月18日没

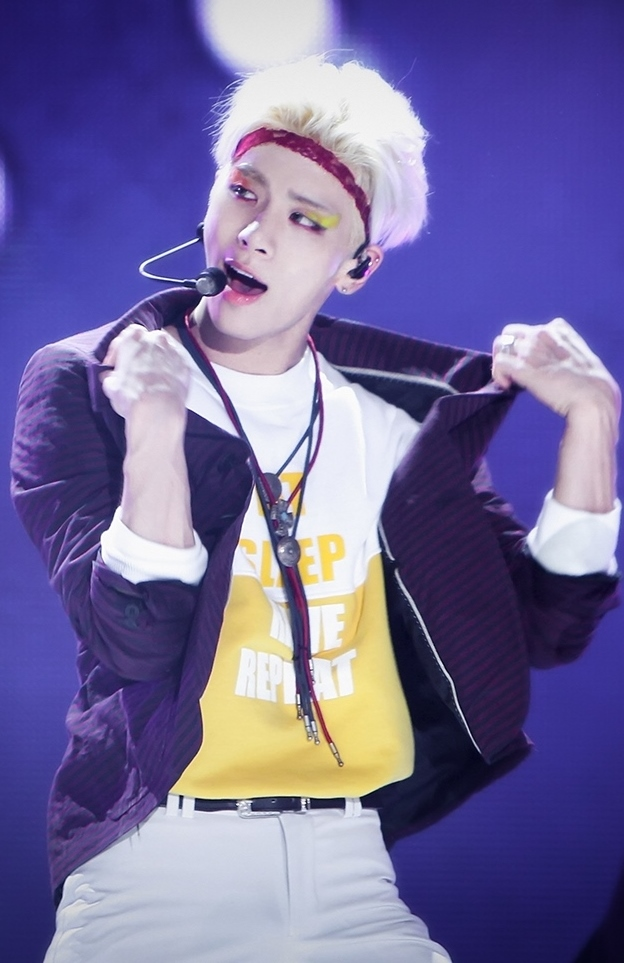
キム・ジョンヒョン／12月18日没

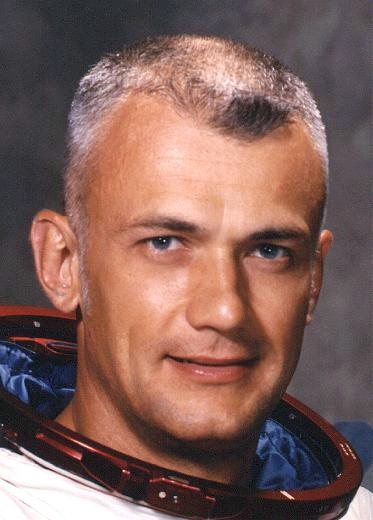
ブルース・マッカンドレス2世／12月21日没

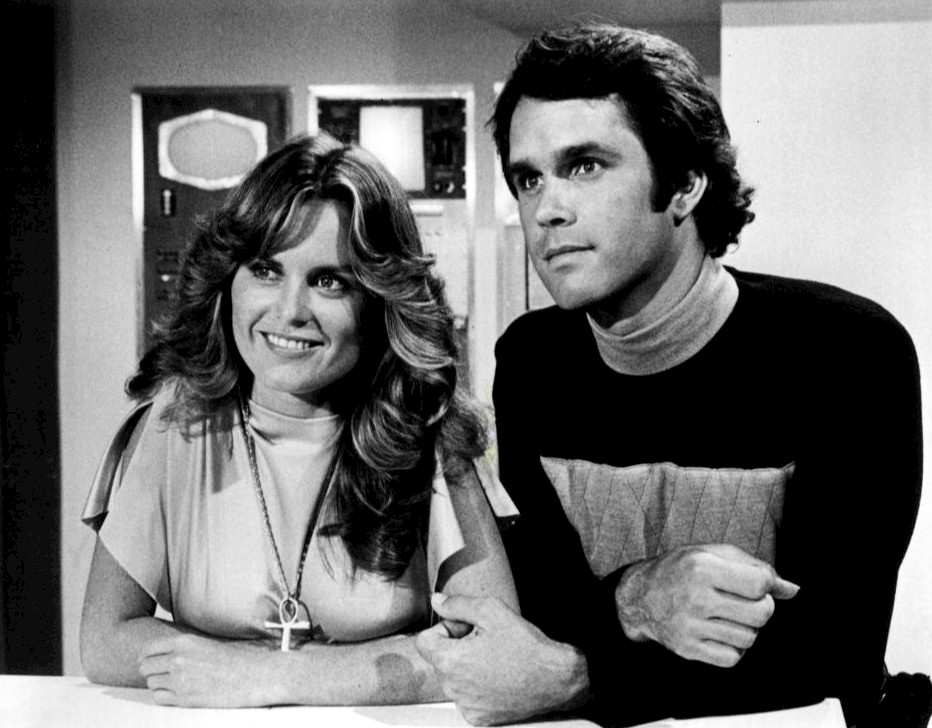
ヘザー・メンジース（左）／12月24日没

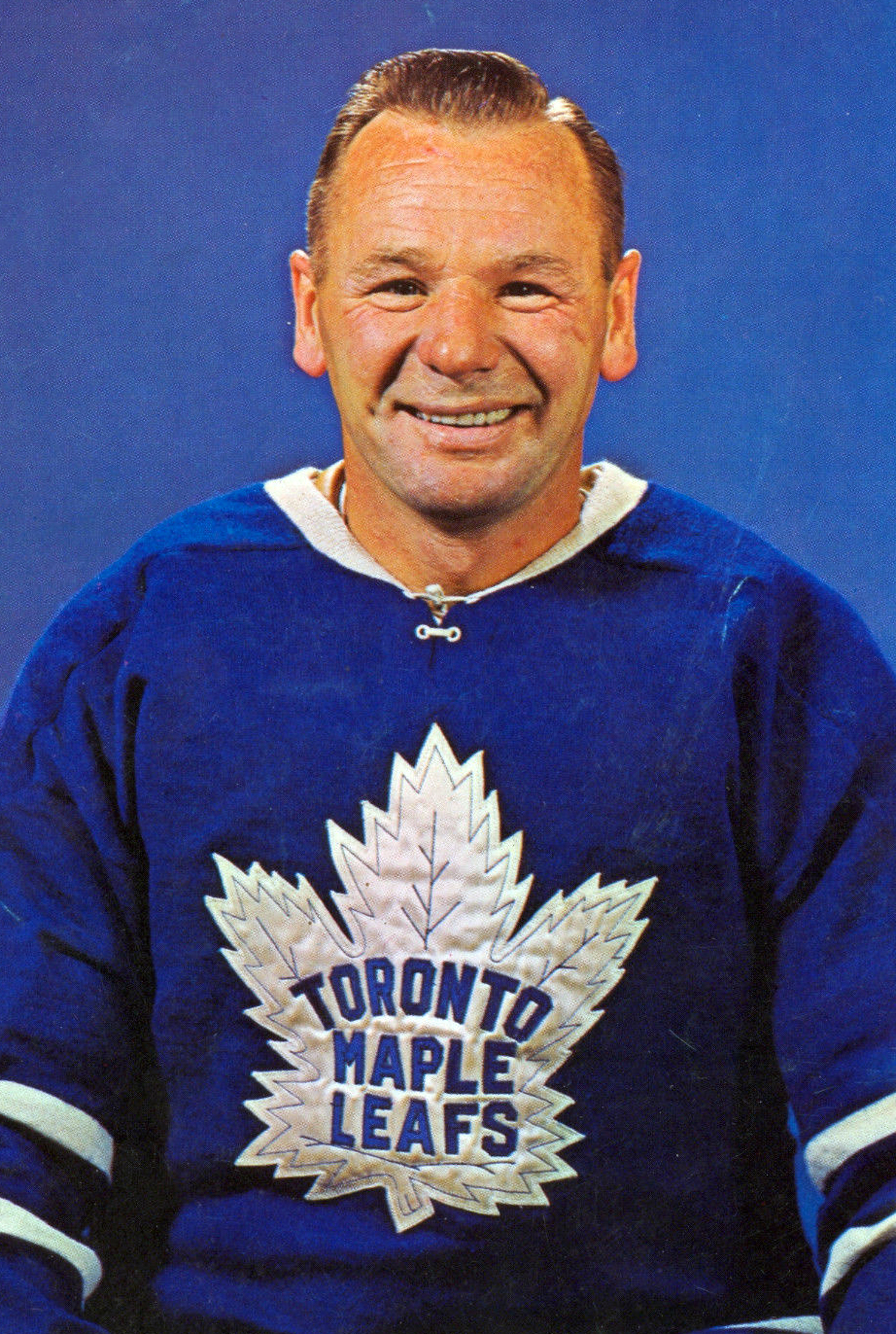
ジョニー・バウワー／12月26日没

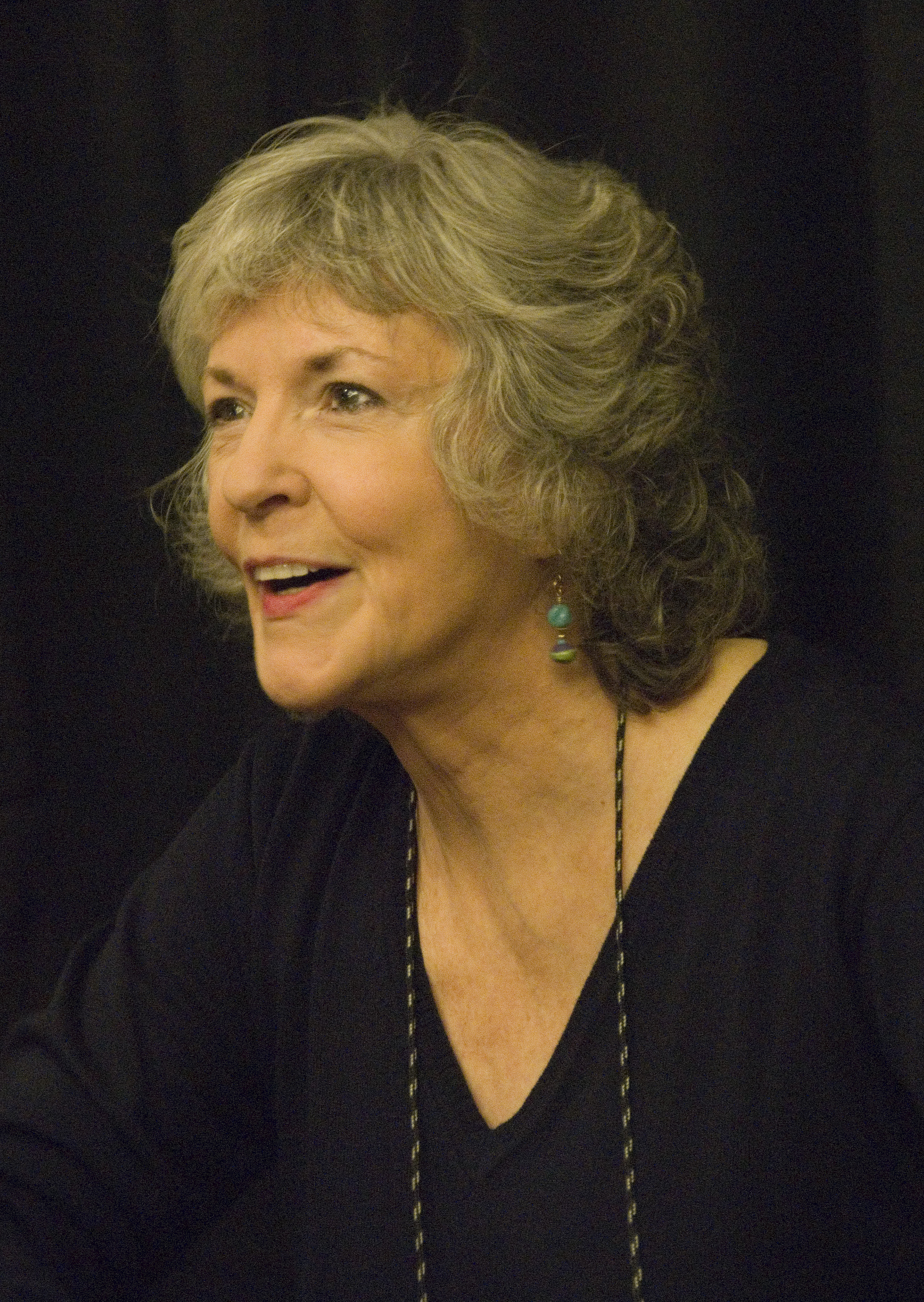
スー・グラフトン／12月28日没

- 12月16日 - 宋神道、在日朝鮮人、元慰安婦（* 1922年) [59]
- 12月16日 - 早坂暁、日本の小説家、脚本家（* 1929年）[60]
- 12月16日 - 横島章、日本の心理学者、宇都宮大学名誉教授（* 1939年）[61]
- 12月16日 - 渡辺公三、日本の文化人類学者、立命館大学副学長（* 1949年）[62]
- 12月16日 - 高谷寿峰、日本の政治家、北海道北斗市長（* 1952年）[63]
- 12月16日 - 笑福亭仁勇、日本の落語家（* 1958年）[64]
- 12月16日 - イルダ・エルナンデス（スペイン語版）、ホンジュラスの農学者、政治家、元通信大臣（* 1966年）[65]
- 12月17日 - 上田真而子、日本のドイツ文学者（* 1930年）[66]
- 12月17日 - 上江洲均、日本の民俗学者、名桜大学名誉教授（* 1937年）[67]
- 12月17日 - 神宮司弥生、声優（* 1965年）
- 12月17日 - 末木利文、日本の演出家（* 1939年）[68]
- 12月17日 - 稲野龍平、日本の実業家、大森屋会長（* 1940年）[69]
- 12月17日 - 妹尾隆一郎、日本のハーモニカ奏者（* 1949年）[70]
- 12月17日 - 木村清隆、日本の実業家、PALTAC社長（* 1954年）[71]
- 12月18日 - 和田秋広、日本の政治家、元愛媛県別子山村長（* 1924年?）[72]
- 12月18日 - 松浦康雄、日本の実業家、コンビ名誉会長（* 1932年）[73]
- 12月18日 - 脇功、日本のイタリア文学者、プール学院大学名誉教授（* 1936年）[74]
- 12月18日 - 奥山茂彦、日本の政治家、元自由民主党衆議院議員、元京都市会議長（* 1942年）[75]
- 12月18日 - 川島義則、日本の実業家、前ヤヨイサンフーズ社長（* 1950年）[76]
- 12月18日 - 加藤治、日本の俳優、声優、ナレーター（* 1936年）[要出典]
- 12月18日 - キム・ジョンヒョン、大韓民国のシンガーソングライター、アイドル、SHINeeメンバー（* 1990年）[77]
- 12月19日 - 松樹路人、日本の洋画家、武蔵野美術大学名誉教授（* 1927年）[78]
- 12月20日 - 住田正二、日本の官僚、実業家、元運輸事務次官、東日本旅客鉄道初代社長（* 1922年）[79]
- 12月20日 - 山本健一、日本の実業家、自動車技術者、元マツダ社長（* 1922年）[80]
- 12月20日 - 津田郁子、日本の舞踊家（* 1923年?）[81]
- 12月20日 - 羅建文、中華人民共和国の囲碁棋士（* 1943年）[82]
- 12月21日 - 淡河義正、日本の実業家、元大成建設会長（* 1924年?）[83]
- 12月21日 - 一誠、中国の禅僧（* 1926年）[84]
- 12月21日 - 大西勝也、日本の裁判官、元最高裁判所判事、東京高等裁判所長官（* 1928年）[85]
- 12月21日 - ブルース・マッカンドレス2世、アメリカ合衆国の元軍人、宇宙飛行士（* 1937年）[86]
- 12月21日 - 岡井崇、日本の医師、産婦人科医、小説家、愛育病院院長（* 1947年）[87]
- 12月21日 - 石川忠、日本の作曲家、インダストリアル・ミュージシャン（* 1966年）[88]
- 12月22日 - 吉本勇、日本の工学者、東京工業大学名誉教授（* 1926年）[89]
- 12月22日 - ジェラルド・B・グリーンバーグ、アメリカ合衆国の編集技師（* 1936年）[90]
- 12月22日 - 仁賀克雄、日本の作家、評論家、翻訳家（* 1936年）[91]
- 12月22日 - 萩原遼、日本のフリーランスジャーナリスト（* 1937年）[92]
- 12月22日 - 北川条範、日本の実業家、元北川精機社長（* 1938年）[93]
- 12月23日 - 四ツ谷光子、日本の政治家、元日本共産党衆議院議員（* 1927年）[94]
- 12月23日 - 葉室麟、日本の小説家（* 1951年）[95]
- 12月24日 - 薄井憲二、日本のバレエダンサー、振付家、元日本バレエ協会会長（* 1924年）[96]
- 12月24日 - ヘザー・メンジース、カナダの女優（* 1949年）[97]
- 12月25日 - ウラジミール・シャインスキー（英語版）、ロシアの作曲家（* 1925年）[98]
- 12月25日 - 前田宏、日本の弁護士、元検事総長（* 1926年）[99]
- 12月25日 - 中島浩二、日本の実業家、GSIクレオス社長（* 1952年）[100]
- 12月26日 - ジョニー・バウワー、カナダの元アイスホッケー選手【トロント・メープルリーフスほか所属】、アイスホッケー殿堂（* 1924年）[101]
- 12月27日 - 長谷部久雄、日本の将棋棋士（* 1933年）[102]
- 12月28日 - 光田洋一、日本の能楽師、能楽森田流笛方（* 1934年）[103]
- 12月28日 - スー・グラフトン、アメリカ合衆国の推理作家（* 1940年）[104]
- 12月28日 - 真屋順子、日本の女優（* 1942年）[105]
- 12月29日 - 飛田武幸、日本の数学者、名古屋大学名誉教授、名城大学名誉教授（* 1927年）[106]
- 12月29日 - 本禄哲英、日本の政治家、元広島県北広島市長（* 1930年）[107]
- 12月30日 - 日下部吉彦、日本の音楽評論家、ジャーナリスト、合唱指揮者（* 1927年）[108]
- 12月30日 - 豊田達郎、日本の実業家、元トヨタ自動車社長（* 1929年）[109]
- 12月30日 - 野間口勉、日本の実業家、ティエフケー相談役（* 1936年?）[110]
- 12月30日 - 深水三章、日本の俳優（* 1947年）[111]
- 12月30日 - 河野満男、日本の柔道家、元柳川高校柔道部監督（* 1953年）[112]
- 12月31日 - 衣斐賢譲、日本の政治家、禅僧、元三重県鈴鹿市長（* 1939年）[113]
- 12月31日 - 服部正裕、日本の実業家、元名古屋電機工業社長（* 1947年）[114]